# Atriplex nemorensis
Atriplex nemorensis är en amarantväxtart som beskrevs av Philipp Johann Ferdinand Schur. Atriplex nemorensis ingår i släktet fetmållor, och familjen amarantväxter. Inga underarter finns listade i Catalogue of Life.